# سه‌سیخکیان
سه‌سیخکیان (نام علمی: Juncaginaceae) نام یک تیره از راسته قاشق‌واش‌سانان است.